# Theodore Monroe Davis
Theodore Monroe Davis, mais conhecido apenas por Theodore M. Davis (Nova Iorque, 1837 – 1915) foi um rico advogado americano que se tornou famoso por patrocinar e realizar escavações no Vale dos Reis entre 1889 e 1912.

## Escavações
A equipe de Theodore M. Davis contava com, na maioria das vezes, os egiptólogos Edward R. Ayrton, James E. Quibell, Arthur Weigall, Harry Burton e Howard Carter.
Suas mais famosas descobertas foram a quase intacta tumba de Yuia e Tuia (KV46); a tumba de Horemebe (KV57); e a tumba que abrigava itens os primeiros artefatos descobertos do faraó Tutancâmon, a KV54. As últimas duas descobertas estão documentadas no livro The Tombs of Harmhabi and Touatânkhamanou.. Este livro encerrava-se com o famoso comentário de Davis "Eu temo que o Vale dos Reis esteja já vazio". A descoberta da tumba de Tutancâmon feita por Howard Carter em 1922, sob o patrocínio de Lord Carnarvon, provou que o temor de Davis estava errado.

### Lista de escavações
- 1901: KV44
- 1902: KV45
- 1903: KV20, KV43, KV46, KV60.
- 1905: KV2, KV19, KV22, KV46, KV47, KV53.
- 1906: KV48, KV49, KV50, KV51, KV52.
- 1907: KV10, KV54, KV55.
- 1908: KV56, KV57.
- 1909: KV58
- 1910: KV61
- 1912: KV3
- 1913: KV7

## Na televisão
Davis foi retratado por William Hope, em 2005, no documentário Egypt, da BBC.

## Publicações
- The Tomb of Thoutmosis IV (1904)
- The Tomb of Hatshopsitu (1906)
- The Tomb of Iouiya and Touiyou: Notes on Iouiya and Touiyou, description of the objects found in the tomb, and illustrations of the objects (1907)
- The Tomb of Siphtah (1908)
- The Tomb of Queen Tîyi (1910)
- The Tombs of Harmhabi and Touatankhamanou (1912)